# 澤村訥子 (8代目)

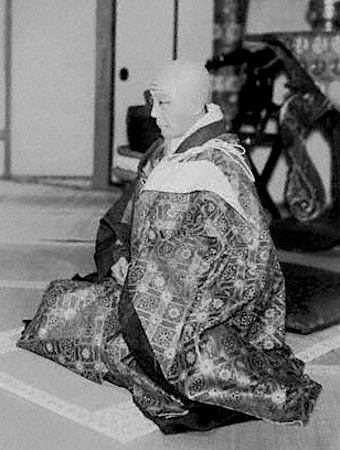
八代目澤村訥子の泉岳寺長恩
----
昭和16年11月東京劇場初演『元禄忠臣蔵・泉岳寺の一日』より。

八代目 澤村 訥子（はちだいめ さわむら とっし、明治20年（1887年）11月6日 - 昭和38年（1963年）3月28日）は、明治から昭和にかけて活躍した歌舞伎役者。屋号は紀伊國屋。定紋は丸にいの字、替紋は三羽鶴。俳名に訥子がある。本名は鈴木 大吉（すずき だいきち）。

## 来歴
東京浅草の魚商の子に生まれる。初代助高屋小傳次の門人となり、明治27年（1894年）1月に澤村大助を名乗って浅草座で初舞台。明治30年（1897年）1月には澤村傳次郎と改名した。こののち師の初代小傳次が死去すると、その父・七代目澤村訥子に師事。明治44年（1911年）帝国劇場が開場すると同時にその専属となり名題昇進。昭和2年（1927年）7月に師の七代目訥子の娘婿となり八代目澤村訥子を襲名した。その後は市川左團次一座、左團次死後は市村羽左衛門一座、そして戦時中には一時尾上菊五郎劇団に籍を置き、戦後は関西歌舞伎に移って活躍した。昭和30年代に入って関西歌舞伎が崩壊の一途をたどると出場所がなくなり、世間に忘れ去られたかのようにひっそりと鎌倉の自宅で死去した。75歳だった。

## 芸風
傳次郎時代は中芝居の二枚目役者として名を売り、「猛優」の異名を取った七代目訥子に師事してからはその派手な芸風をよく受け継いでとにかく勇猛さが目立つ役者となったが、八代目訥子を襲名してからはそうした粗さがなくなり、むしろおとなしく堅実な脇役になった。
関西歌舞伎では老け役の第一人者となり、『梶原平三誉石切』（石切梶原）の青貝師六郎太夫や『源平布引滝』「実盛物語」の妹尾十郎などを当たり役として譲らなかった。また新作歌舞伎に印象に残る役が多く、『春風帖』の葛飾北斎、『国定忠治』の日光円蔵、『元禄忠臣蔵・大石最後の一日』の堀内伝右衛門などがあげられる。

## 人物
温厚な商家の大旦那のような地味な存在感があり、鎌倉を愛して関西歌舞伎に移籍した後も鎌倉の住処を離れなかったが、大阪の舞台に立つときは浪花座の楽屋に付属する寮を宿所にするほど暮らし向きは質素だった。寡黙で、芸談などを語ることは滅多にないほどだったが、他の者の芝居は常日頃から熱心に観て研鑽を怠らなかったという。